# Cuphea utriculosa
Cuphea utriculosa är en fackelblomsväxtart som beskrevs av Emil Bernhard Koehne. Cuphea utriculosa ingår i släktet blossblommor, och familjen fackelblomsväxter. Inga underarter finns listade i Catalogue of Life.